# Dariusz Dziekanowski
Dariusz Paweł Dziekanowski (Varsavia, 30 settembre 1962) è un ex calciatore e allenatore di calcio polacco, di ruolo attaccante.

## Carriera

### Club
Il calciatore è stato attivo per quasi un ventennio, avendo cominciato a giocare nel 1978, nelle file del FSO Warszawa, squadra di secondo piano della città polacca. Dal 1979 al 1983  gioca nel Gwardia Warszawa, sommando 51 gare e 15 reti ed entrando nel giro della Nazionale; il suo esordio internazionale si data al 1981. Nel 1983 passa al Klub Sportowy Widzew Łódź, dove gioca fino al 1985, in tutto 57 gare e 20 reti. Dal 1985 al 1989 è nelle file del Legia Warszawa, dove somma, in campionato, 95 gare e 44 reti. Nell'autunno 1989 inizia un'avventura estera, in Scozia, al Celtic, realizzando 4 reti al Partizan Belgrado in Coppa delle Coppe, che tuttavia non bastano per la qualificazione. A Glasgow resta fino al 1992, segnando 10 reti in 49 gare di campionato. Nel frattempo si ritira, a soli 28 anni, dalla Nazionale. L'ultima apparizione avviene nel 1990.
Nell'autunno 1992, ormai trentenne, passa in Inghilterra, al Bristol City, dove, nel torneo 1992-93, gioca 43 gare e segna 7 reti. Il 1993 lo vede tornare in Polonia, al Legia Warszawa, ma disputa solo 6 gare con 1 rete. In primavera passa all'Yverdon-Sport, squadra svizzera e nel giro di pochi giorni all'Alemannia Aachen, in Germania, dove disputa le ultime 12 gare di campionato con 1 rete. Nel settembre 1994 passa al Colonia, ma in 2 stagioni non scende mai in campo, e nell'estate del 1996 si accasa al Polonia Warszawa. 8 partite e 1 rete coronano il suo passo d'addio.

### Nazionale
Dal 1981 al 1990 raccolse 63 convocazioni, arricchite da 20 reti, e la partecipazione al campionato del mondo 1986. In quello stesso periodo si è visto assegnare il titolo di calciatore polacco dell'anno.

## Palmarès

### Club

#### Competizioni nazionali
- Campionato polacco: 1

Legia Varsavia: 1993-1994
- Coppa di Polonia: 3

Widzew Lodz: 1985
Legia Varsavia: 1989, 1994

### Individuale
- Calciatore polacco dell'anno: 1

1985
- Capocannoniere del campionato polacco: 1

1987-1988 (20 gol)